# 治部坂峠
治部坂峠（じぶざかとうげ）は、長野県下伊那郡阿智村から同郡平谷村へ通じる、天竜川水系と矢作川水系とを隔てる峠。標高1,187m。平谷村・旧浪合村との標高差は約300mである。
古くから信州と三河とを結ぶ交通路であり、三州街道、または中馬街道と呼ばれた国道153号の峠。現在、峠頂上付近はスノーシェルターが設置されている。
峠の東にある蛇峠山から続く緩斜面は、古くから東海地方の観光客を対象に開発されており、治部坂高原と呼ばれる。治部坂高原にはスキー場や温泉などの施設がある。